# (4854) Edscott
(4854) Edscott es un asteroide perteneciente al cinturón de asteroides, descubierto el 2 de marzo de 1981 por Schelte John Bus desde el Observatorio de Siding Spring, Nueva Gales del Sur, Australia.

## Designación y nombre
Designado provisionalmente como 1981 ED27. Fue nombrado Edscott en homenaje al profesor "Edward Scott" que trabaja en la Universidad de Hawái, comenzó descifrando el compuesto de los asteroides.

## Características orbitales
Edscott está situado a una distancia media del Sol de 2,981 ua, pudiendo alejarse hasta 3,172 ua y acercarse hasta 2,790 ua. Su excentricidad es 0,063 y la inclinación orbital 10,68 grados. Emplea 1880 días en completar una órbita alrededor del Sol.

## Características físicas
La magnitud absoluta de Edscott es 12,9. Tiene 10,113 km de diámetro y su albedo se estima en 0,144.